# Ittoqqortoormiit
Ittoqqortoormiit (vestgrønlandsk: Illoqqortoormiut, dansk: Scoresbysund) er en by i Østgrønland med 324 indbyggere i 2025, og er dermed den tiendestørste by i Grønland,
der hører under Sermersooq Kommune, og er en af blot to byer på Grønlands østkyst. Den anden er Tasiilaq. Navnet betyder "stedet med de mange huse" og henviser til, at kirke, sygehus osv. er samlet her.
Ittoqqortoormiit er en af Grønlands mest isolerede byer og kan kun nås via helikopter og med båd i en kort sommerperiode.
Byen ligger ved Scoresby Sund, verdens længste fjord.

## Historie
Ittoqqortoormiit-området har været kendt i århundreder. Ruiner, teltringe, fælder og kødgrave vidner om en tidligere tæt, eskimoisk befolkning. Scoresbysund er opkaldt efter den engelske hvalfanger William Scoresby, der som den første kortlagde området i 1822.
Ejnar Mikkelsen (1880-1971) kom til Scoresbysund som leder af Alabama-ekspeditionen i 1909-1912 sammen med maskinisten på Alabama Iver Iversen. Formålet med ekspeditionen var at finde Mylius-Erichsens og Peter Høeg Hagens dagbøger. De fandt ikke dagbøgerne, men en kort beretning fra Mylius-Erichsen i en varde. Da de kom tilbage var besætningen rejst væk, da skibet var blevet skruet ned af isen. De måtte derfor blive der i 2½ år, den tid der gik, før der igen kom mennesker til området. I deres ensomhed begyndte de at drømme om, at der stadig boede mennesker i de forladte ruiner efter de for længst forladte bosættelser. I samme årrække fremlagde Alfred Bertelsen, distriktslæge i Uummannaq, sin idé om, at overbefolkningsproblemet kunne løses ved at sprede befolkningen til områder med bedre fangstmuligheder. Samtidig udarbejdede den fhv. assistent i Grønlands Styrelse, Harald Olrik, i 1911 en detaljeret plan for spredning af befolkningen, med Scoresbysund som mål for udflytningen. Planerne blev fremlagt i Grønlands Styrelse, idet man så muligheder indenfor fiskeriet.
I 1916 blev Olriks plan trykt af det Grønlandske Selskab med et forord af foreningens bestyrelse, der anbefalede en gennemførelse af planen, idet man nævnte, at en grønlandsk/dansk bosættelse ville gøre det mere sandsynligt, at Danmark kunne opretholde suverænitet i området. Området havde i mange år haft en livlig trafik af norske fangstmænd, der også overvintrede i Nordøstgrønland. Denne fangst kunne i stedet gå til den danske koloni, og besøget af nordmænd ville så muligvis kunne mindskes.
I 1922 bekendtgjorde Norge for Danmark, at man ville placere en trådløs vejrstation – en telegrafstation i Myggbukta i et land, som nordmændene kaldte: "Eirik Raudes Land", i den nuværende Grønlands nationalpark. Danmark og Norge forsøgte længe at komme til enighed og endte med at vedtage Grønlands-overenskomsten af 1924: "Man er ikke blevet enige om suverænitetsspørgsmålet, men Norge har sikret sig retten til at fortsætte med at drive fangst, og Danmark har forbeholdt sig ret til at oprette en koloni ved Scoresbysund."
Nationalister i begge lande og også Ejnar Mikkelsen protesterede mod overenskomsten. Man mente, at de norske fangere opførte sig hensynsløst, og at der blev drevet rovjagt.
Danskerne tøvede ikke med at ratificere og anlægge en koloni. I forbindelse med eftersøgningen af et godt sted til en koloni sendtes Østgrønlands Kompagnis skib M/S Teddy af sted, men det vendte ikke tilbage, og besætningen måtte redde sig til Ammassalik på isflager. Af denne grund måtte Østgrønlands Kompagni lukke, og økonomien i projektet hang i laser. Ejnar Mikkelsen og Scoresbysund-Komiteen stod imidlertid klar med et fuldt, privat finansieret projekt og det takkede man nu delvist ja til. Komiteen fik lov til i 1924 at rejse derop og gøre klar til at befolke området. Den skulle forestå bygning af huse og forsyningerne til tre år for 100 mennesker. Man fandt et egnet sted til bebyggelsen blandt andet ved at lade seks mand overvintre.
I august 1925 blev 70 voksne og børn, konebåde, kajakker, fangstredskaber, husgeråd, telte og hunde fragtet med skibet "Gustav Holm" op til området og derefter overdraget gratis til staten. H. N. Andersen fra ØK stillede skibet til rådighed, og Ejnar Mikkelsen havde sørget for en frivillig besætning i nationens navn. Det var også et forsøg på at skabe bedre livsvilkår for befolkningen i Ammassalik (Tasiilaq) ved at lade en del deraf mere eller mindre frivilligt tilflytte et nyt og generelt bedre fangstområde. I alt flyttede 87 mennesker fra Ammassalik til kolonien Scoresbysund. Kolonibestyreren fra Ammassalik, Johan Petersen, skulle udvælge kolonisterne og være kolonibestyrer i Scoresbysund det første år.
Lige efter de havde slået sig ned, døde der fire af de nye beboere. Det var en dårlig start, men humøret i bygden var højt, da man fandt ud af, at fangsten var god. I perioden 1926-32 var den gennemsnitlige indtjening pr. fanger mere end fem gange højere i Scoresbysund sammenlignet med Ammassalik.
I 1932 blev der på initiativ af Ejnar Mikkelsen, der på den tid var kolonibestyrer i Ammassalik, bygget hytter med en afstand på en dagsrejse på strækningen mellem Ammassalik og Ittoqqortoormiit.
Under 2. verdenskrig var området en del af de amerikanske forsvarsanlæg i Grønland med kodenavnet Bluie East Three.
Byen var indtil 1. januar 2009 hovedby i den nedlagte Ittoqqortoormiit Kommune og er stadig hovedby i præstegældet, der dækker samme område som den tidligere kommune.
I 2015 udsendte DR dokumentarserien Den Yderste By.
Den fulgte Anders Lund Madsen mens han boede 30 dage i Ittoqqortoormiit.

## Erhverv
De lokale fangere har i generationer ernæret sig ved hval- og isbjørnefangst og er også i nutiden en væsentlig kulturøkonomisk faktor i området. Fangstprodukter og biprodukter indgår direkte i fangerfamiliernes økonomi og i en udstrakt naturalieøkonomi. Indtægter opnås ved indhandling af hav- og landpattedyr, men indtægtsmulighederne er sæsonbestemte og svingende. Ittoqqortoormiit ligger tæt ved store forekomster af blandt andet rejer og hellefisk, men isen forhindrer muligheden for at udnytte disse ressourcer hele året. Fiskeriet er derfor ikke udviklet i kommunen.
Turismen er i udvikling og får en voksende betydning.

## Turisme
Området omkring Scorebysund er nu åbent for natur- og jagtturisme.
Der er muligheder for jagtture, bådture og fjeldvandreture med overnatning i telt.
De bedste vandreområder er fjeldlandskabet i baglandet til lufthavnen Constable Pynt, langs kysten ved byen og omkring Uunarteq (Kap Tobin) og Itterajivit (Kap Hope) og fjeldene på halvøen nord for byen.
Ophold i byen og bygderne Uunarteq (Kap Tobin) og Itterajivit (Kap Hope) kan arrangeres.
Uden for byen er det bedst at medbringe en jagtriffel i tilfælde af, at man møder isbjørne. Jagtrifler kan lejes i Grønland, såfremt man har dansk jagttegn.
Rejsen til Ittoqqortoormiit er billigst med med fly via Reykjavik på Island, hvorfra man flyver til Constable Pynt. Herfra kommer man videre med helikopter eller båd til det sted, man ønsker at blive landsat.
Der er i gennemsnit 9 solskinstimer i døgnet inkl. midnatssolen i juli måned og middeltemperaturen + 6º og om natten omkring frysepunktet. I sol og stille vejr, som det ofte er, er 6º en behagelig temperatur. Nedbøren er ca. 24 mm i juli måned (Danmark: 66 mm).
Ittoqqortoormiit lokalområde grænser op til Grønlands Nationalpark, der er verdens største naturpark og dækker et areal på 972.000 km2.

## Personer
Eskimologen Neil Blair Christensen er født i Ittoqqortoormiit.